# J. Francis McComas
J(esse) Francis McComas (1911 – 1978) was een Amerikaanse sciencefictionredacteur.
McComas was met Raymond J. Healy redacteur van een van de belangrijkste vroege SF bloemlezingen Adventures in Time and Space (1946). 
In 1949 startte hij met mede-redacteur, Anthony Boucher, The Magazine of Fantasy & Science Fiction. Hij redigeerde het tijdschrift tot 1954, maar bleef als adviserend redacteur actief betrokken tot 1962.
McComas schreef zelf ook een aantal SF-verhalen in de jaren 50, zowel onder zijn eigen naam als onder het pseudoniem Webb Marlowe.